# انتخابات رهبری حزب محافظه‌کار بریتانیا (ژوئیه–سپتامبر ۲۰۲۲)
انتخابات رهبری حزب محافظه‌کار بریتانیا (ژوئیه–سپتامبر ۲۰۲۲) رهبر بعدی حزب محافظه‌کار و در نتیجه نخست‌وزیر بعدی بریتانیا را تعیین کرد. این انتخابات با استعفای بوریس جانسون، در ۱۲ ژوئیه ۲۰۲۲ آغاز شد و نتایج تا ۵ سپتامبر اعلام شد.